# Дідієр Камбераберо
Дідієр Камбераберо (фр. Didier Camberabero; 9 січня 1961, Валанс) — колишній міжнародній французький регбіст.

## Біографія
Дідієр є сином колишнього регбіста, Гі Камбераберо та племінником Ліліан Камбераберо. Два брата, які взяли участь у першому Великому Шоломі у Франції. Його брат, Жіль, також є видатним французьким регбістом.
Дідієр є третім бомбардиром за кількістю очок французької міжнародної команди (36 матчів - 354 бали). На другому місці знаходиться Крістоф Ламайсон (37 матчів - 380 балів), а перший - Тьєррі Лакруа (43 матчі - 367 балів).
Дідієр встановив світовий рекорд (найбільша кількість балів здобутих під час одного матчу). Він здобув 30 балів у грі збірної Франції проти збірної Зімбабве у 1987 році. Цей рекорд до сих пір є національним рекордом Франції, хоть його світовий рекорд побив Саймон Калхейн (45 балів у матчі проти збірної Японії у 1995 році.
Він встановив світовий рекорд за кількістю влучних ударів з відскоком від землі (дроп-гол) — 3 удари в 1990 році. У 1999 році, Джанні де Бір з Південної Африки побив його рекорд здобувши 5 ударів в матчі проти збірної Англії в чвертьфіналі Кубку світу з регбі. 

## Досягнення
Турнір п'яти націй
- Чемпіон: 1983

Чемпіонат світу з регбі
- Фіналіст: 1987